# Joseph Sica
Joseph Sica, all'anagrafe Giuseppe Sica, (Newark, 11 agosto 1911 – 21 novembre 1982), è stato un mafioso statunitense, mafioso del New Jersey, appartenente  alla famiglia Genovese, di cui curava gli interessi in California.

## Biografia
Sin da giovane fu coinvolto in rapine a mano armata, omicidi, estorsioni e traffico di sostanze stupefacenti. Sica è stato il mentore di molti giovani mafiosi della West Coast, come: Mike Rizzitello, Anthony Fiato e Cristopher Petto. Sica è stato per lungo tempo socio in affari delle cosche di Los Angeles e San Diego, assieme ai suoi fratelli: Angelo, Alfred, Nunzio e Frank, anch'essi uomini d'onore.
Nato nel 1911 a Newark nel New Jersey da genitori emigrati dalla Sicilia, il suo primo arresto risale al 1926 quando aveva soltanto 15 anni, per una rapina a mano armata. Alla fine degli anni trenta entra a far parte della famiglia Genovese, nella fazione del New Jersey, come soldato nel gruppo guidato da Settimo Accardi. 
Alla fine degli anni quaranta si stabilisce in California assieme ai suoi fratelli, a curare gli affari della famiglia. Nel 1950 Joseph Sica, i suoi fratelli Nunzio, Frank, Alfred, Angelo ed altri 15 mafiosi, vengono arrestati con l'accusa di traffico di stupefacenti in tutta la California. Tuttavia tutti gli accusati furono prosciolti, dopo che il testimone chiave dell'accusa Abraham Davidian fu colpito a morte da alcuni killer, mentre dormiva a casa di sua madre a Fresno in California. 
Durante gli anni cinquanta la Commissione Mclellan del senato degli Stati Uniti, identifica Sica come membro di spicco della famiglia Genovese e della Famiglia di Los Angeles, collegato ai boss Thomas De Maio, Salvatore Iannone e Mickey Cohen. 
Joseph Sica muore di cause naturali nel 1982. 